# レベル7 (宮部みゆき)
『レベル7』（レベルセブン）は、宮部みゆきのサスペンス小説である。
新潮社のレーベルである"新潮ミステリー倶楽部"の収録作として、書下ろしで刊行された。
1994年に関西テレビで、2012年にTBS系でテレビドラマ化された。

## あらすじ
男はあるマンションの一室で目を覚ました。隣には見知らぬ女が寝ている。てっきり深酔いして記憶が曖昧なだけかと思ったが、何故か二人とも記憶をなくしていた。そしてその二人の腕には「level7」という不思議な文字が残されていた。見覚えのないその部屋には、札束がぎっしり詰まったスーツケースと拳銃と血の付いたタオルがあった。自分たちは事件を起こした犯人なのか？記憶をなくした男と女が記憶を捜して奔走する。一方、「レベル7まで行ったら戻れない」という謎の言葉を残して女子高生・貝原みさおが突然失踪した。

## 書誌情報
- 単行本
  - 1990年9月、新潮社、ISBN 978-4106027222
  - 2008年2月29日、新潮社、ISBN 978-4103750062 ※アーリーコレクション（新装版）
- 文庫本
  - 1993年9月29日、新潮文庫、ISBN 978-4101369129
  - 2010年6月、新潮文庫、ISBN 978-4101369129 ※新装版

## テレビドラマ

### 1994年版
1994年3月28日に、関西テレビ制作の月曜夜10時のドラマ枠『愛と疑惑のサスペンス』にて放送された。主演は浅野ゆう子。タイトルは『レベル7 -空白の90日-』。

#### キャスト
- 三好明恵：浅野ゆう子
- 三枝隆男：風間トオル
- 平幹二朗
- 永作博美
- 水木薫
- 小林勝彦
- 定岡テツ
- 島村晶子
- 前田夏菜子

#### スタッフ
- 原作：宮部みゆき
- 脚本：西岡琢也
- 監督：谷口俊哉
- 助監督：平田博志
- プロデューサー：松平乗道、亀岡正人、小林由幸、土井宙
- 企画：山田剛
- 音楽：樋口康雄、山田実穂子
- オープニングテーマ：ZARD「この愛に泳ぎ疲れても」
- 制作：東映、関西テレビ

### 2012年版
2012年5月28日にTBSの『月曜ゴールデン』枠でTBSスペシャルドラマ企画 『宮部みゆき・4週連続 “極上”ミステリー』の最終夜として放送された。主演は玉木宏。
原作では失踪した女子高生をカウンセラーが捜すが、ドラマでは孫娘が失踪した祖母を捜したり、祐司と明恵の父親の職業が医者など、キャスト設定やストーリーなどに改案がなされている。

#### キャスト
- 記憶を喪失した男（緒方祐司）：玉木宏
- 記憶を喪失した女（三好明恵）：杏
- 真行寺舞：瀧本美織
- 真行寺義男：田中哲司
- 村下猛蔵：竜雷太
- 島村幸男：白井晃
- 犬山刑事：佐野史郎
- 斉藤刑事：渡辺邦斗
- 三枝：伊原剛志
- 真行寺文子：長内美那子
- アンガールズ

#### スタッフ
- 原作：宮部みゆき
- 脚本：渡邉睦月
- 監督：平野俊一
- プロデューサー：津留正明、塚原あゆ子、浅野敦也、橘康仁
- 制作協力：ドリマックス・テレビジョン[2]
- 制作：TBS